# Fastlane 2019
Fastlane 2019 è stata la quinta edizione dell'omonimo pay-per-view di wrestling prodotto dalla WWE. L'evento si è svolto il 10 marzo 2019 alla Quicken Loans Arena di Cleveland (Ohio).

## Storyline
Il 17 febbraio, ad Elimination Chamber, gli Usos (Jey Uso e Jimmy Uso) hanno sconfitto The Miz e Shane McMahon, schienando il primo e conquistando così lo SmackDown Tag Team Championship per la quarta volta. Nella successiva puntata di SmackDown del 19 febbraio The Miz si è scusato pubblicamente con Shane McMahon e il segmento è stato interrotto dagli Usos, i quali sono stati sfidati nuovamente per lo SmackDown Tag Team Championship a Fastlane.
Ad Elimination Chamber, la Boss 'n' Hug Connection (Bayley e Sasha Banks) (Raw) ha sconfitto Carmella e Naomi (SmackDown), The IIconics (Billie Kay e Peyton Royce) (SmackDown), Mandy Rose e Sonya Deville (SmackDown), Nia Jax e Tamina (Raw) e The Riott Squad (Liv Morgan e Sarah Logan) (Raw) in un Tag Team Elimination Chamber match conquistando così il WWE Women's Tag Team Championship. Nella successiva puntata di Raw del 18 febbraio Bayley e Sasha sono state sfidate da Nia Jax e Tamina, e così un match per il WWE Women's Tag Team Championship tra le quattro è stato annunciato per Fastlane.
Nella puntata di SmackDown del 19 febbraio il promo della SmackDown Women's Champion Asuka è stato interrotto da Mandy Rose e Sonya Deville, con la prima che ha successivamente sconfitto la giapponese in un match non titolato. Un match per lo SmackDown Women's Championship fra Asuka e Mandy Rose è stato dunque sancito per Fastlane.
Nella puntata di Raw del 22 ottobre 2018 Roman Reigns ha dovuto rendere vacante l'Universal Championship a causa di una diagnosi di leucemia, dovendosi inoltre ritirare temporaneamente dalle scene. Nella puntata di Raw del 25 febbraio 2019 Reigns è tornato sul ring annunciando che la sua leucemia è in fase di remissione. Nella puntata di Raw del 4 marzo Reigns ha aiutato l'amico Seth Rollins a respingere Baron Corbin, Bobby Lashley e Drew McIntyre, i quali stavano attaccando Dean Ambrose al termine del match perso contro Elias. Alla fine, Ambrose, Reigns e Rollins hanno riformato lo Shield, e un match fra i tre contro Corbin, McIntyre e Lashley è stato annunciato per Fastlane.
Il 27 gennaio, alla Royal Rumble, Becky Lynch ha vinto il match omonimo entrando col numero 28 al posto dell'indisposta Lana ed eliminando per ultima Charlotte Flair. La sera dopo, a Raw, la Lynch ha scelto di voler affrontare Ronda Rousey a WrestleMania 35 per il Raw Women's Championship, rifiutandosi di controllare il suo ginocchio infortunato e attaccando Stephanie McMahon, la quale l'aveva minacciata di sospenderla. Dopo aver attaccato anche Triple H nella puntata di SmackDown del 19 febbraio, Vince McMahon ha sospeso la Lynch per 60 giorni, annunciando inoltre che il suo posto nel match a WrestleMania 35 contro Ronda Rousey sarebbe stato preso da Charlotte Flair. Nella puntata di Raw del 25 febbraio la Lynch è stata arrestata per aver attaccato Ronda Rousey (kayfabe), la quale ha lasciato sul ring il Raw Women's Championship chiedendo a Stephanie McMahon di ripristinare il suo match originale contro Becky a WrestleMania 35. Stephanie, allora, ha dichiarato vacante la cintura la settimana successiva, ma la Rousey si è ripresentata smentendo tale decisione, e a quel punto Stephanie ha annunciato che, a Fastlane, Becky e Charlotte si sarebbero affrontate, e se la Lynch avesse vinto sarebbe stata aggiunta al match fra la Rousey e la Flair per il Raw Women's Championship a WrestleMania 35.
Nella puntata di Raw del 25 febbraio Aleister Black e Ricochet, i nuovi debuttanti da NXT, hanno sconfitto i Raw Tag Team Champions, i Revival (Dash Wilder e Scott Dawson), in un match non titolato. Nella puntata di Raw del 4 marzo i Revival hanno sconfitto Black e Ricochet per squalifica in un match valevole per il Raw Tag Team Championship a causa dell'interferenza di Bobby Roode e Chad Gable. Per questo motivo è stato sancito un Triple Threat Tag Team match per il Raw Team Championship fra i campioni dei Revival, Black e Ricochet e Gable e Roode.
Nella puntata di SmackDown del 12 febbraio Kofi Kingston ha partecipato ad un Gauntlet match per determinare l'ultimo entrante nell'Elimination Chamber match dell'omonimo evento ma, dopo aver resistito ed eliminato il WWE Champion Daniel Bryan, Jeff Hardy e Samoa Joe, è stato eliminato da AJ Styles. Il 17 febbraio, ad Elimination Chamber, Kingston ha partecipato all'omonimo match per il WWE Championship che comprendeva anche il campione Daniel Bryan, AJ Styles, Jeff Hardy, Randy Orton e Samoa Joe ma è stato eliminato per ultimo da Bryan. Nella puntata di SmackDown del 19 febbraio Kingston, Jeff Hardy e AJ Styles hanno sconfitto il WWE Champion Daniel Bryan, Samoa Joe e Randy Orton. Nella puntata di SmackDown del 26 febbraio Kingston avrebbe dovuto firmare il contratto per poter affrontare Daniel Bryan per il WWE Championship a Fastlane ma Vince McMahon ha annullato tutto ciò inserendo il rientrante Kevin Owens al posto di Kingston. Poco prima dell'incontro, inoltre, esso è stato trasformato in un Triple Threat match (sempre valevole per il WWE Championship) con l'aggiunta di Mustafa Ali; Vince McMahon, poco tempo prima del match, aveva annunciato a Kingston che sarebbe stato lui il terzo partecipante dell'incontro, per poterlo mandare con l'inganno sul ring e costringerlo a sfidare il The Bar in un 2-on-1 Handicap match.
Il 5 e l'8 marzo sono stati annunciati due incontri per il Kick-off di Fastlane: Andrade contro Rey Mysterio e Big E e Xavier Woods del New Day contro Rusev e Shinsuke Nakamura. Tuttavia, nel primo caso, l'incontro è stato spostato nella card principale ed è stato trasformato in un Fatal 4-Way match per lo United States Championship con l'aggiunta del campione Samoa Joe e di R-Truth.

## Risultati
| #       | Match                                                                                       | Stipulazioni                                                                                 | Durata |
| ------- | ------------------------------------------------------------------------------------------- | -------------------------------------------------------------------------------------------- | ------ |
| Kickoff | Il New Day ha sconfitto Rusev e Shinsuke Nakamura (con Lana)                                | Tag team match                                                                               | 13:20  |
| 1       | Gli Usos (c) hanno sconfitto The Miz e Shane McMahon                                        | Tag team match per il WWE SmackDown Tag Team Championship                                    | 14:10  |
| 2       | Asuka (c) ha sconfitto Mandy Rose (con Sonya Deville)                                       | Single match per il WWE SmackDown Women's Championship                                       | 06:40  |
| 3       | Il Bar ha sconfitto Kofi Kingston                                                           | Two-on-one handicap match                                                                    | 05:15  |
| 4       | I Revival (c) hanno sconfitto Aleister Black e Ricochet e Bobby Roode e Chad Gable          | Triple threat tag team match per il WWE Raw Tag Team Championship                            | 10:50  |
| 5       | Samoa Joe (c) ha sconfitto Andrade (con Zelina Vega), R-Truth (con Carmella) e Rey Mysterio | Fatal four-way match per il WWE United States Championship                                   | 10:50  |
| 6       | La Boss 'n' Hug Connection (c) ha sconfitto Nia Jax e Tamina                                | Tag team match per il WWE Women's Tag Team Championship                                      | 07:05  |
| 7       | Daniel Bryan (c) (con Rowan) ha sconfitto Kevin Owens e Mustafa Ali                         | Triple threat match per il WWE Championship                                                  | 18:45  |
| 8       | Becky Lynch ha sconfitto Charlotte Flair per squalifica                                     | Single match Se Becky Lynch avesse vinto, sarebbe stata aggiunta al match di WrestleMania 35 | 08:45  |
| 9       | Lo Shield ha sconfitto Baron Corbin, Bobby Lashley e Drew McIntyre                          | Six-man tag team match                                                                       | 24:50  |